# Дунгуаньский метрополитен
Дунгуаньский метрополитен кит. 東莞軌道交通 — действующая с 27 мая 2016 года система метро в городе Дунгуань, Китай. На всех станциях установлены либо автоматические платформенные ворота, либо платформенные раздвижные двери.

## История
В 2001 году вопрос о строительстве метро впервые был поставлен на повестку дня. Работы начались на линии № 2 26 марта 2010 года.

## Пуск
Метрополитен открылся 27 мая 2016 года.

## Линии
- Линия 2 — открыта 27 мая 2016 года. 37,8 км, 15 станций.

## Перспективы
- Линия 1 — строится, протяженностью 57,6 км с 21 станцией, планируется к вводу в 2026 году.
- Линия 2 — строится 3 фаза южное расширение длиной 17,1 км с 9 станциями, планируется открытие на 2027 год.
- Линия 3 — строительство линии пока еще не начиналось.
- Линия 4 — строительство линии еще не начиналось.